# Rudboda

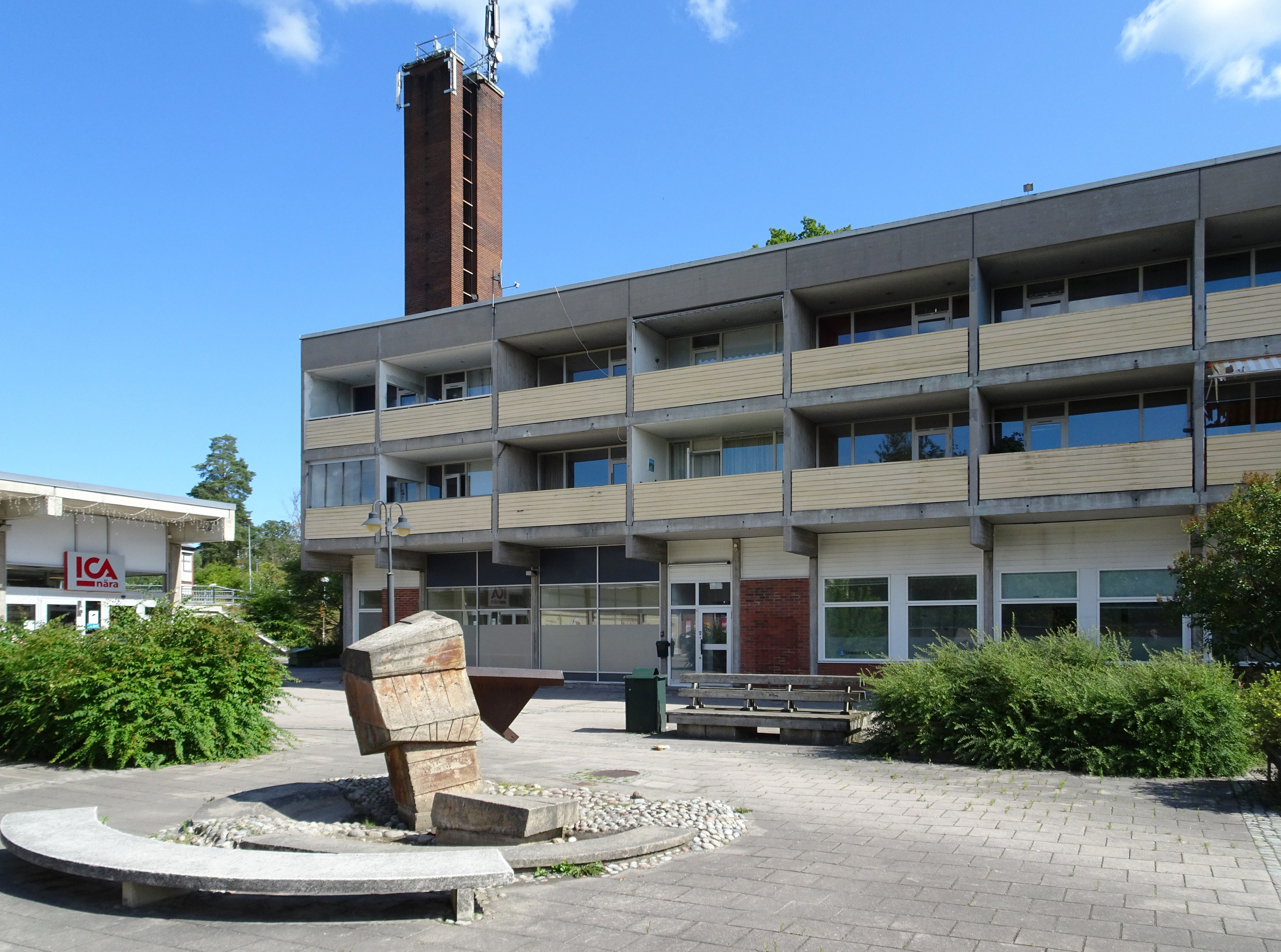
Rudboda torg med Aston Forsbergs "Bevingad kub", augusti 2021.

Rudboda är en stadsdel i norra Lidingö kommun, Stockholms län. Rudboda ligger mellan Kyrkviken i söder och Södergarnsviken / Askrikefjärden i norr, i öster vidtar kommundelen Elfvik och i väster Bo. Rudboda har sitt namn efter Rudboda gård som omnämns i skrift redan 1381. Per den 31 december 2017 hade Rudboda 2 874 invånare. För Rudboda planerar kommunen nya bostäder varför invånarantalet kommer att stiga.

## Historia

Rudboda, Söderby, Västra och Östra Yttringe och Elfvik, Lars Kietzlingh 1720.

Gården Rudboda, som gav kommundelen sitt namn, var ursprungligen ett torp som omnämns i skrift redan 1381 som ruuddobodha. Ett "rudde" var den medeltida benämningen på röjd mark eller en uppodlad åkerteg. Gårdsnamnet betyder då ungefär ”boden vid nyodlingen”. Redan på järnåldern fanns här den förhistoriska gården Sundby som kring 1780 införlivades i Rudboda gård. Gården i sin form från 1800-talets början finns fortfarande bevarad och ligger vid dagens Elfviksvägen 17. Intill huvudbyggnaden finns ett rödmålat bostadshus i två våningar från 1850-talet vilket är Lidingös enda bevarade statarbostad. Idag är Rudboda gård i privat hand. Rudboda ingick i det stora markförvärvet som Lidingö villastad gjorde 1904−1905.

## Dagens Rudboda
I princip var Rudboda, bortsett från några äldre villor, obebyggt fram till 1960-talet då stadsdelen började exploateras. Området stadsplanerades på 1960- och 1970-talen huvudsakligen under Lidingös stadsarkitekt Bengt Holmstrands ledning. Bebyggelsen präglas av miljonprogrammets arkitektur. Det finns även en rad äldre villor, bland annat vid Kyrkviken som tillkom i början av 1900-talet genom avstyckningar från Rudboda gård, exempelvis Villa Rudalid, ursprungligen ett sommarnöje och sedan 1988 plats för Rudalid montessoriförskola. 
Bland nyare villor kan nämnas Villa Molin (från 1947) och Villa Gadelius (från 1961) båda belägna vid Elfviksvägen och ritade av Ralph Erskine. Även den kulturhistoriskt intressanta gården Hustegaholm ligger inom kommundelens gränser. Här bedrivs olika typer av sysselsättning för personer med nedsatt funktion. Området Yttringe, beläget öster om Hustegaholm, bebyggdes med sommarvillor i början av 1900-talet. I Västra Yttringe gård ligger Irans ambassad i Stockholm.
Längst i norr ingår halvön Södergarn som är ett stort park- och grönområde med Svenska Handelsbankens kurs- och konferensverksamhet vars huvudbyggnad uppfördes 1962 efter ritningar av Lidingö-arkitekten Lars Åkerlund. Här låg även Södergarns gård som efter lång tids förfall köptes 1880 av Lidingö köping för att användas som fattiggård. 1888 såldes fastigheten till grosshandlare Carl Fredrik Falkman vilken lät uppföra sin stora sommarvilla där, ritad av arkitekt Magnus Isæus.

Villor (urval)
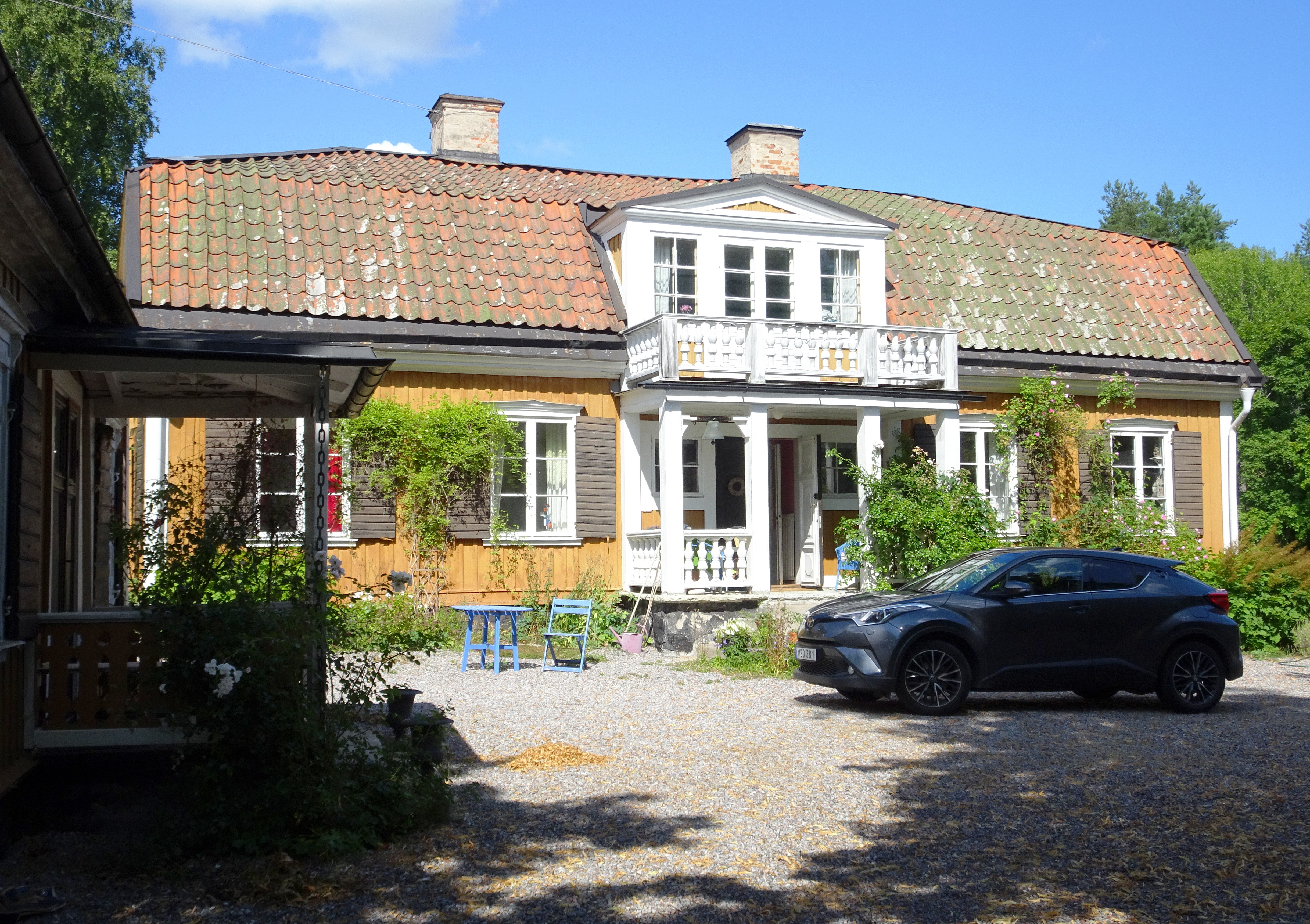
Rudboda gård som gav kommundelen sitt namn.
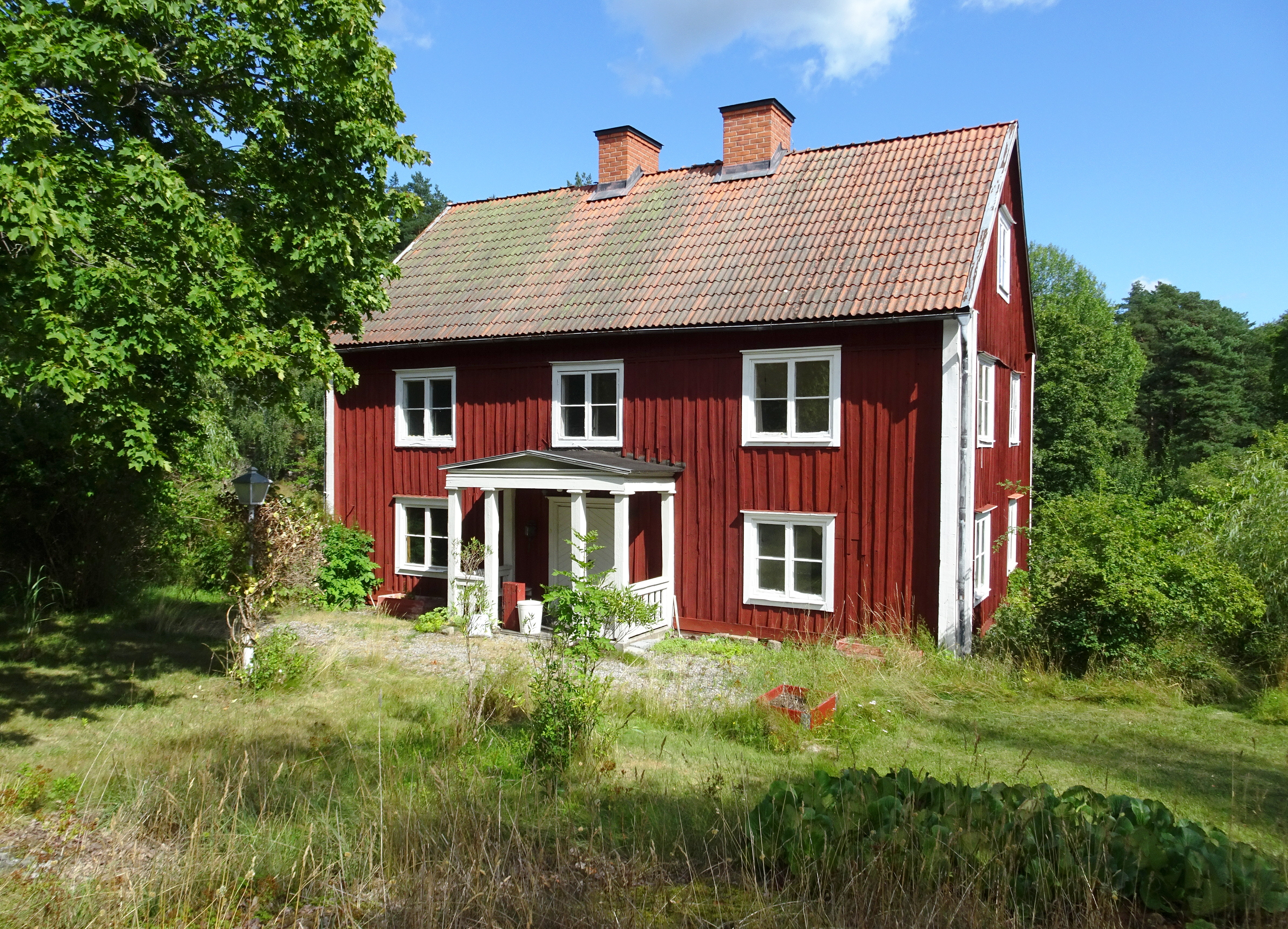
Statarbostad vid Rudboda gård.
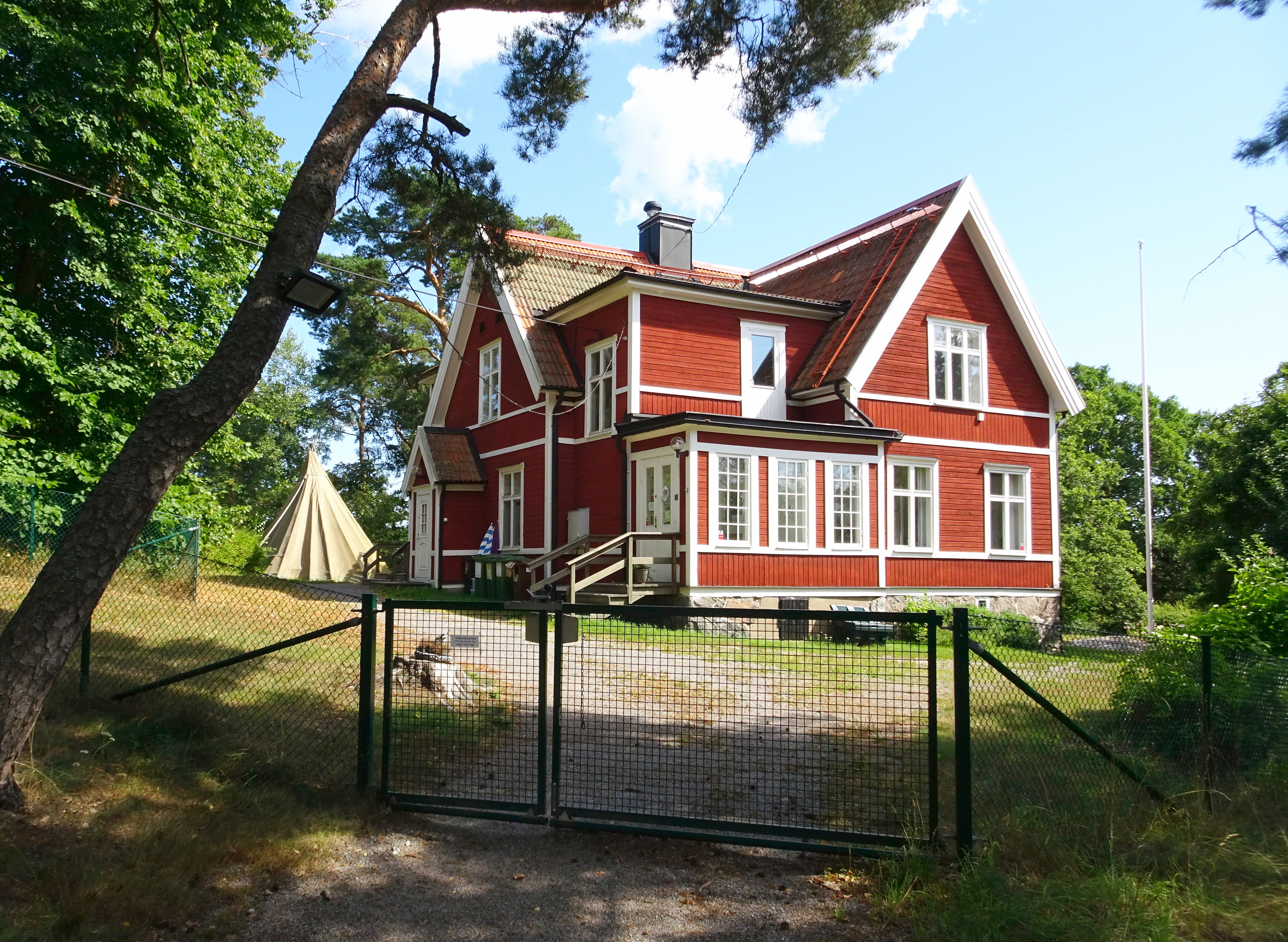
Villa Rudalid
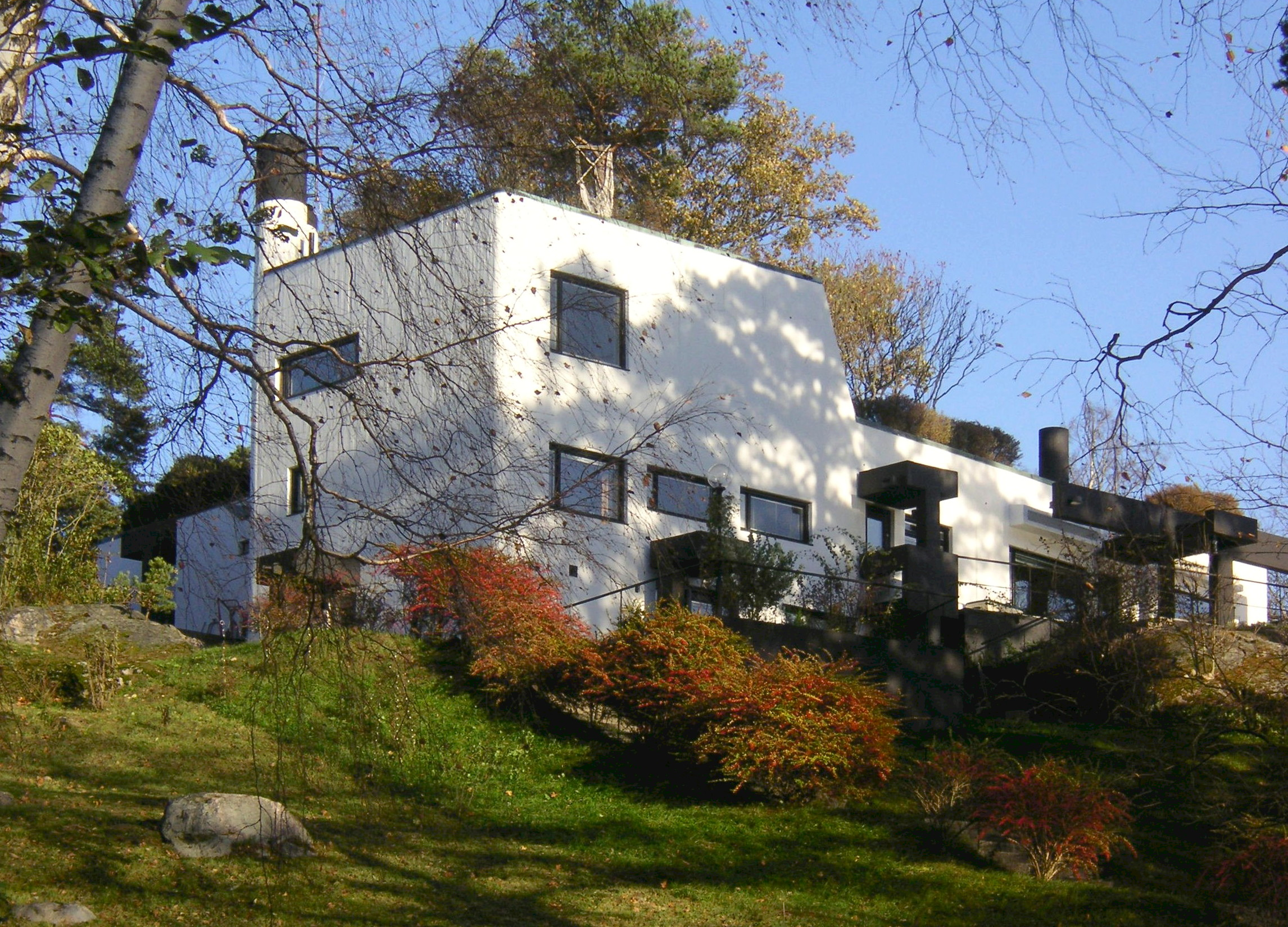
Villa Gadelius
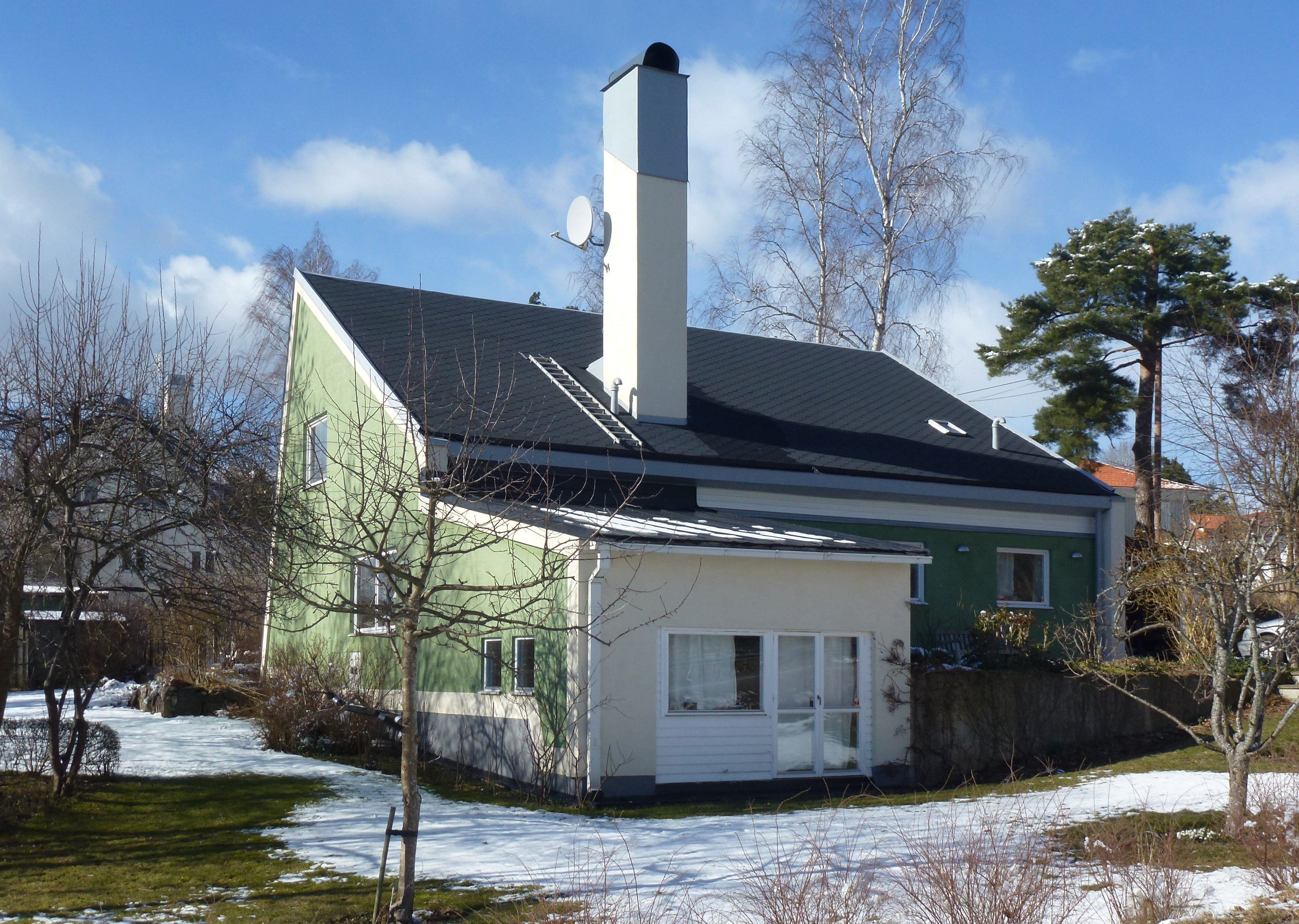
Villa Molin

### Radhus
I Lidingö kommun finns ett stort antal rad- och kedjehus. De äldsta kallas Canadahusen byggda i Bo 1908-1909. Även Rudboda domineras av rad- och kedjehus. Arkitektkontoret Ancker-Gate-Lindegren gestaltade på 1960-talet flera rad- och kedjehussamhällen i västra delen av Rudboda, bland annat i kvarteren Gläntan, Yxan, Sågen och Sågbladet. Östra Rudboda radhusområde fick särskild uppmärksamhet. Området bebyggdes i mitten av 1970-talet med drygt 450 radhusenheter efter ritningar av arkitektkontoret FFNS efter en vunnen arkitekttävling. Husen anordnades kring små gårdstun kallade bland annat Apeltunet, Hasseltunet, Idetunet, Grantunet, Misteltunet och Lärktunet. Gestaltningen är tydligt nationalromantiskt och kan ses som en reaktion på samtidens mer storskaliga byggande under miljonprogrammets tecken.

### Flerbostadshus
Flerbostadshusen i bostadsområdet Lojo (uppkallat efter Lidingös vänort Lojo i Finland) i västra Rudboda härrör också från miljonprogrammets tid. Lojo består av sammanlagt 24 lamellhus i två till tre våningar uppförda mellan åren 1970 och 1973 efter ritningar av arkitekt Nils Lönnroth. Byggnaderna placerades av arkitekten varsamt i det för Lidingö så karaktäristiska skärgårdslandskapet. Det höga läget och terrängens förutsättningar utnyttjades, enligt kommunens bedömning, på ett mycket förtjänstfullt sätt och den känsliga terränganpassningen är ett av områdets mest betydelsefulla karaktärsdrag. Från början bestod området av enbart hyresbostäder, som numera är omvandlade till bostadsrätter. Lidingö kommun antog år 2020 en ny detaljplan för området som skall möjliggöra nya flerbostadshus väster om Lojo. Samtidigt vill man skydda det kulturhistoriskt värdefulla bostadsområdet inom fastigheten Lojo 1.

Radhus och flerbostadshus (urval)
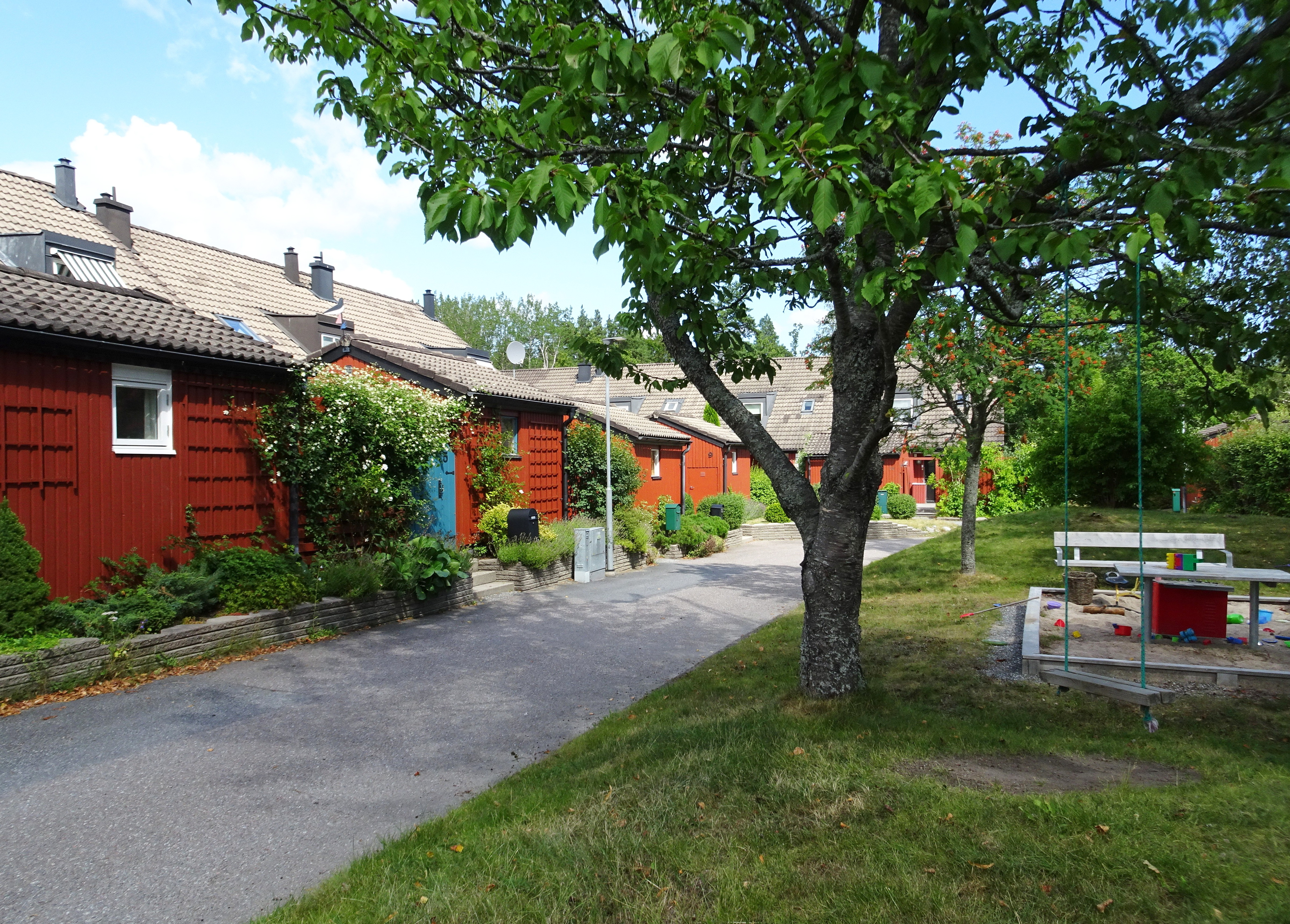
:Östra Rudboda, "Talltunet".
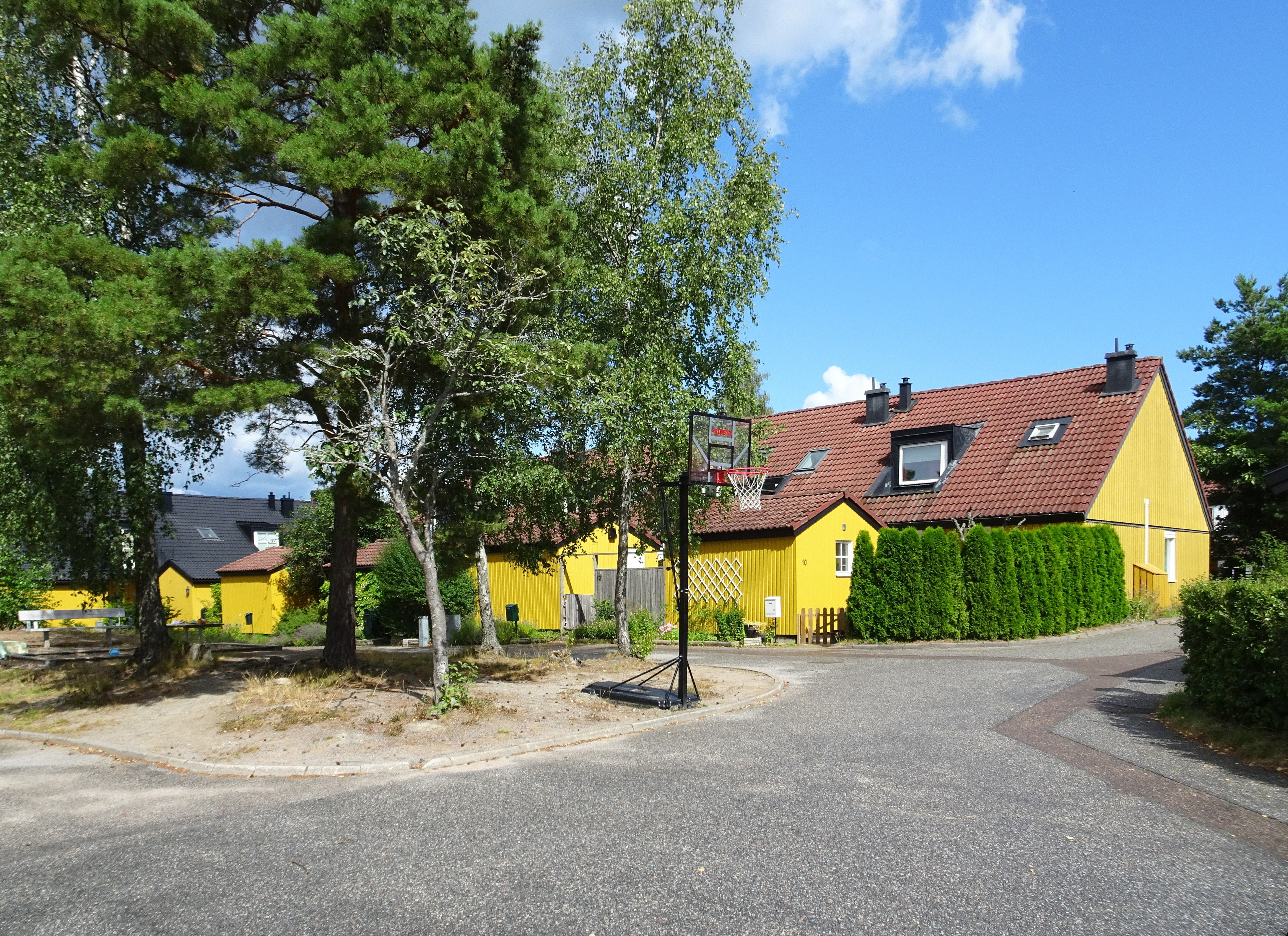
Östra Rudboda, "Misteltunet".
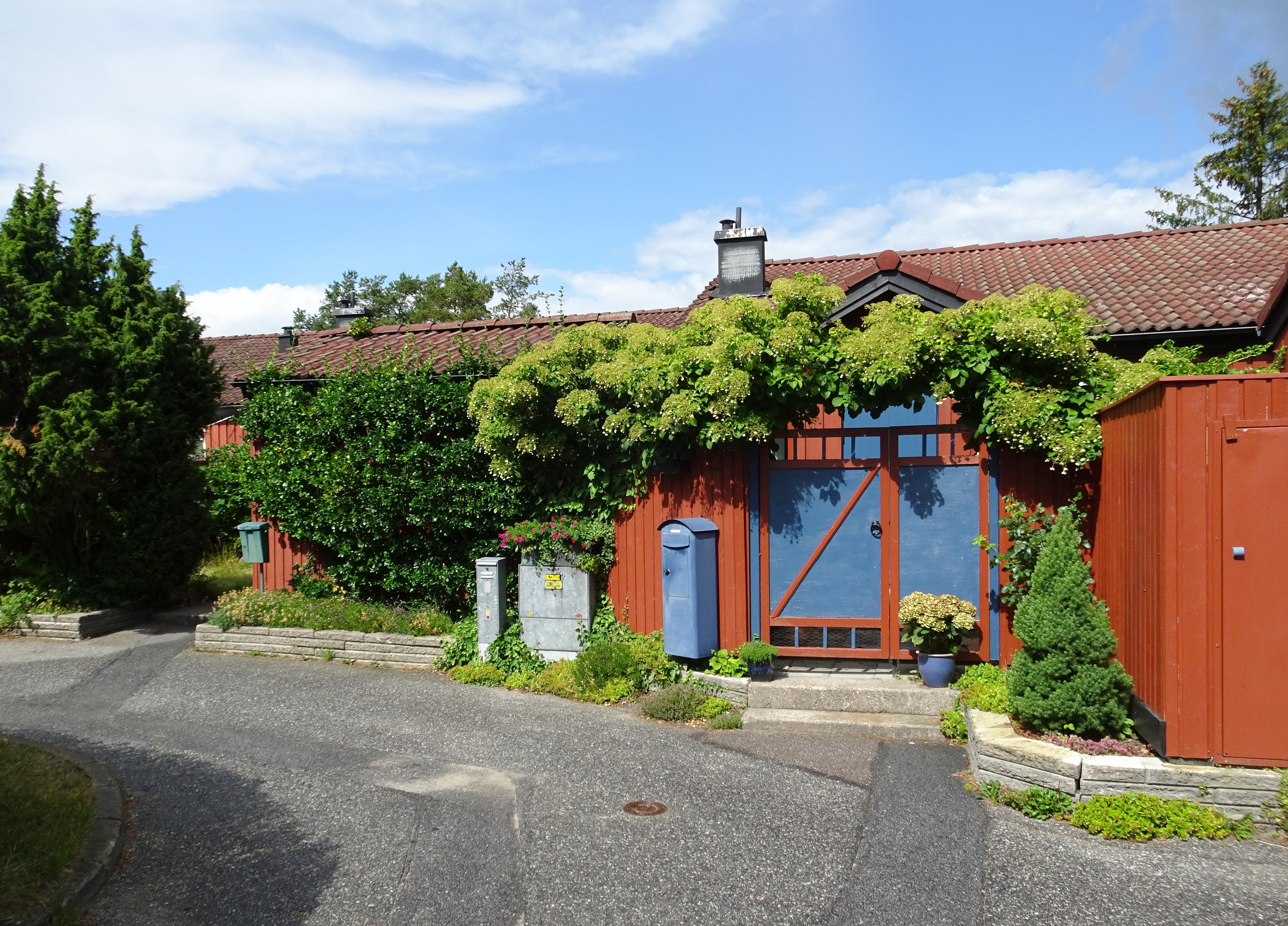
Östra Rudboda, "Hasseltunet".
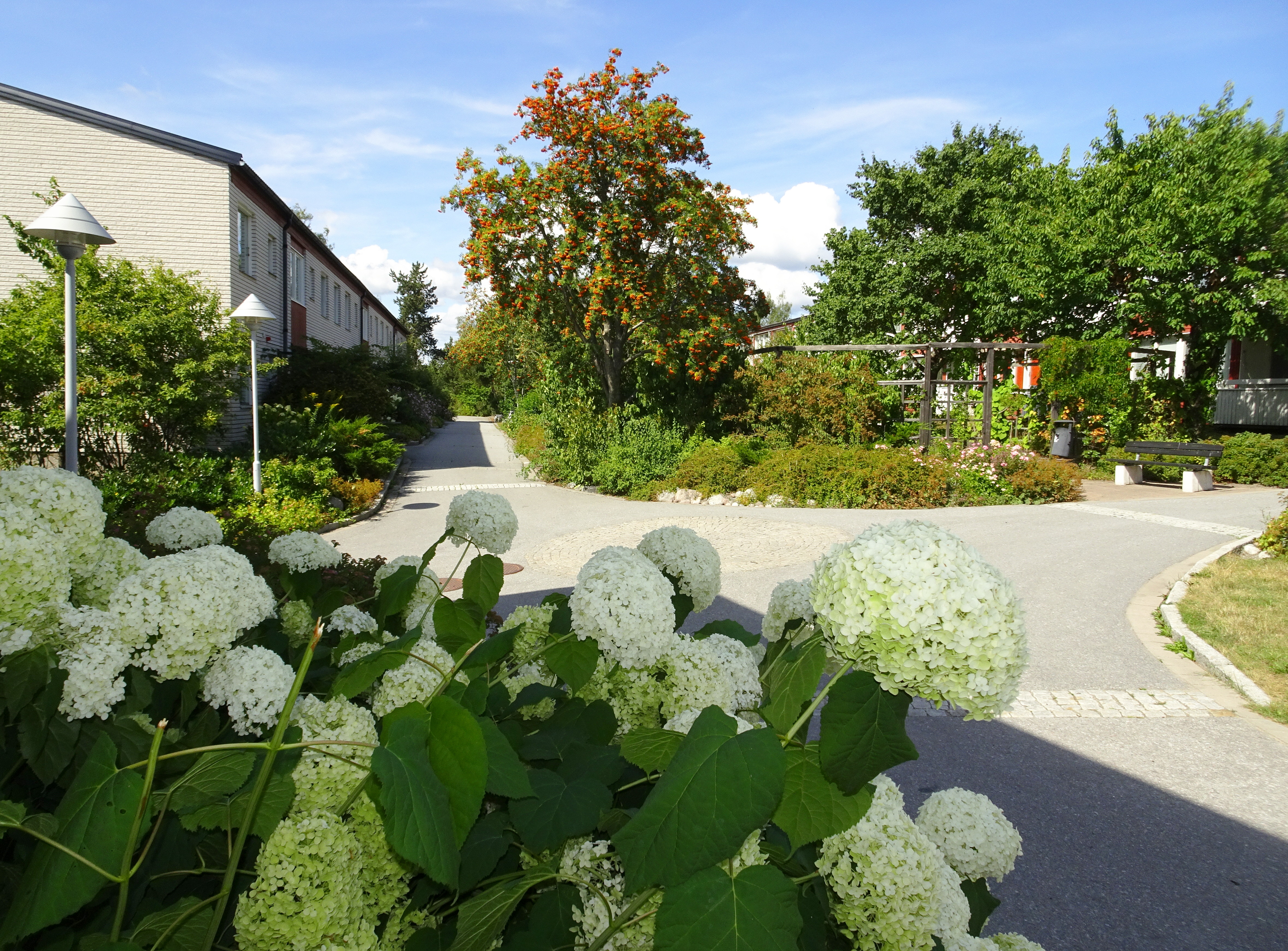
Flerbostadshus i Lojo.
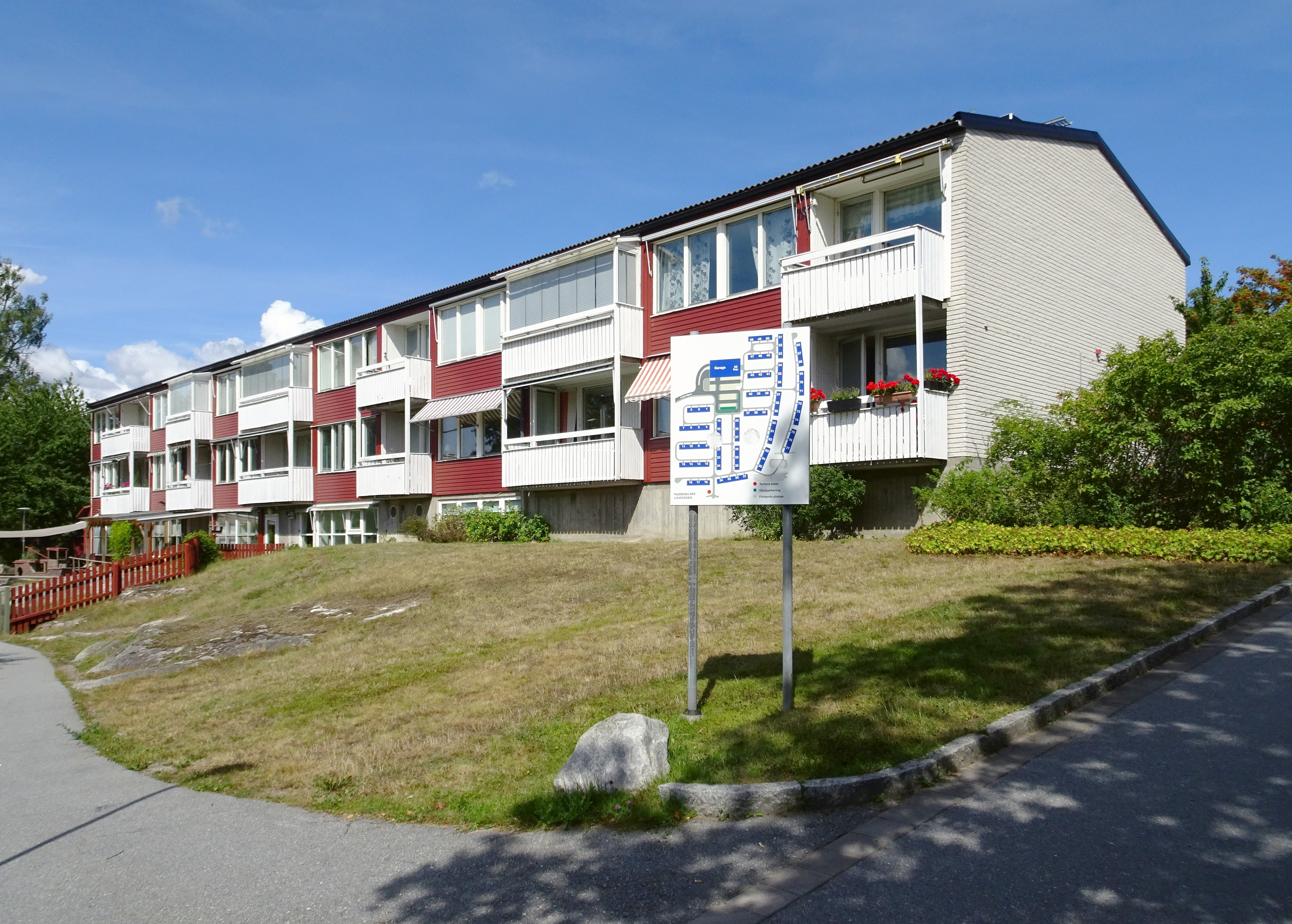
Flerbostadshus i Lojo.

### Centrum och kyrka
Från Lojo leder en gång- och cykelbro över Norra Kungsvägen till Rudbodas centrum och Rudboda kyrka. Kyrkan byggdes 1972 efter ritningar av Rolf Bergh och är en monterbar så kallad vandringskyrka. Verksamheten lades ner 2009 och kyrkan kommer att rivas eller delvis flyttas vilket kommunen beslöt i juni 2021.
Även centrumanläggningen, kallad Rudboda torg, är föremål för förändringar och kommer sannolikt att delvis rivas och byggas om. Bebyggelsen runt det piazza-liknade torget består av en affärslänga (ICA-butiken), ett verksamhetshus och en bostadslänga ritade på 1960-talet av arkitekten Sten Samuelson tillsammans med Fritz Jaenecke som även gestaltade Lidingö stadshus. Fasaderna består av tegel, betong och fjällpanel. Arkitekturen är kraftfull, kompromisslös och saklig där material och konstruktion redovisas öppet. Torget smyckas av Aston Forsbergs fontänskulptur Bevingad kub från 1969. Enligt kommunens start-PM skall Rudboda torg bli en ”tryggare och mer attraktiv plats genom att tillföra fler bostäder, skapa bättre möjligheter för den befintliga livsmedelsbutiken och utveckla utomhusmiljön på torget”.

### Rudboda skola
Rudboda skola ligger direkt öster om centrumanläggningen och kyrkan. Nuvarande skolhus invigdes i augusti 2014 och besöks av cirka 400 elever från förskoleklass till årskurs 6. Skolan ritades av AIX Arkitekter. På platsen stod Rudbodas ursprungliga skola från 1970-talet som revs år 2012. Nybygget, inklusive rivningen av de gamla lokalerna, utfördes som samverkansentreprenad mellan Lidingö kommun och byggföretaget Skanska. Kontraktssumman var på cirka 158 miljoner kronor.

Torget, kyrkan och skolan
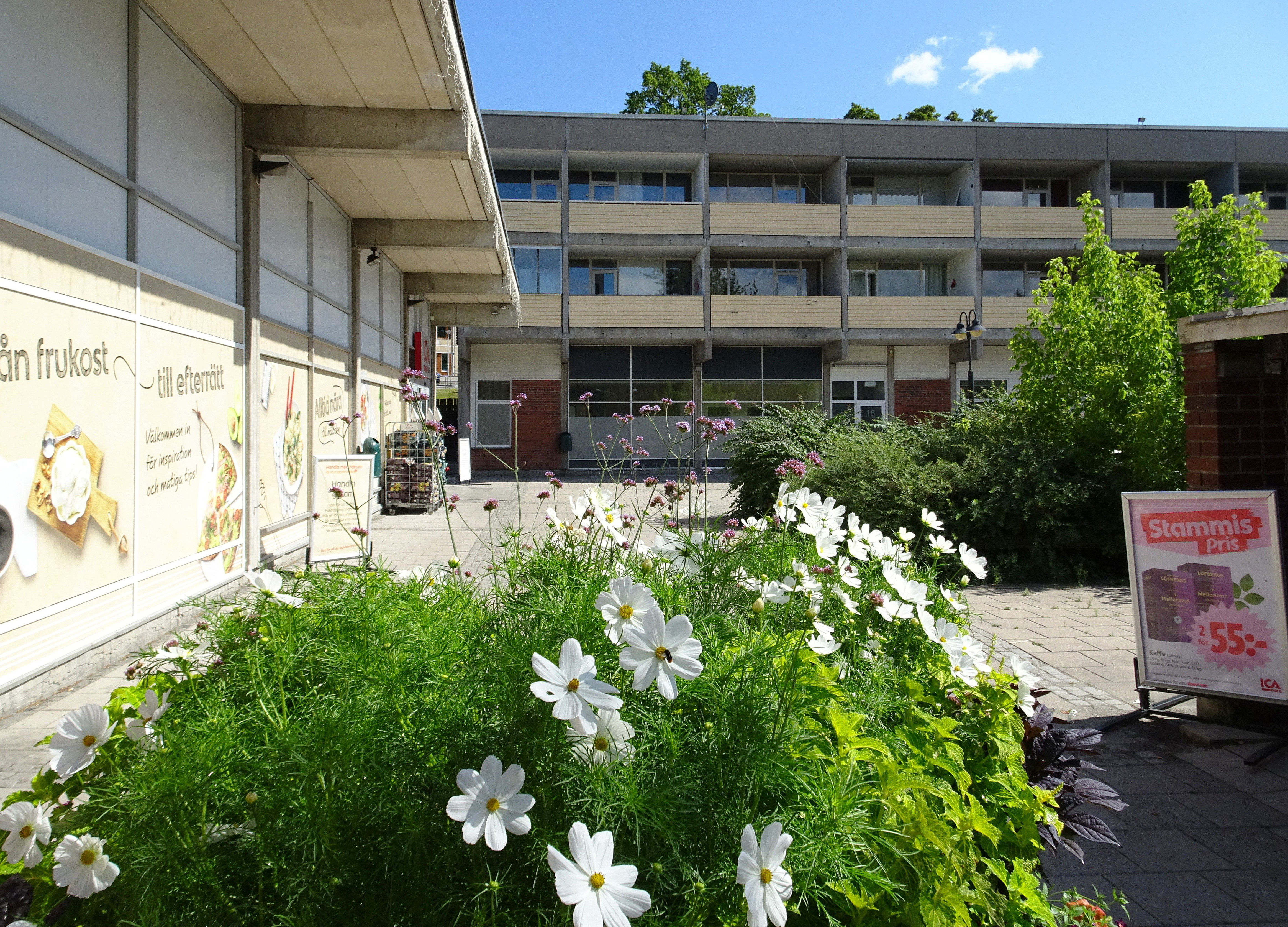
Rudboda torg.
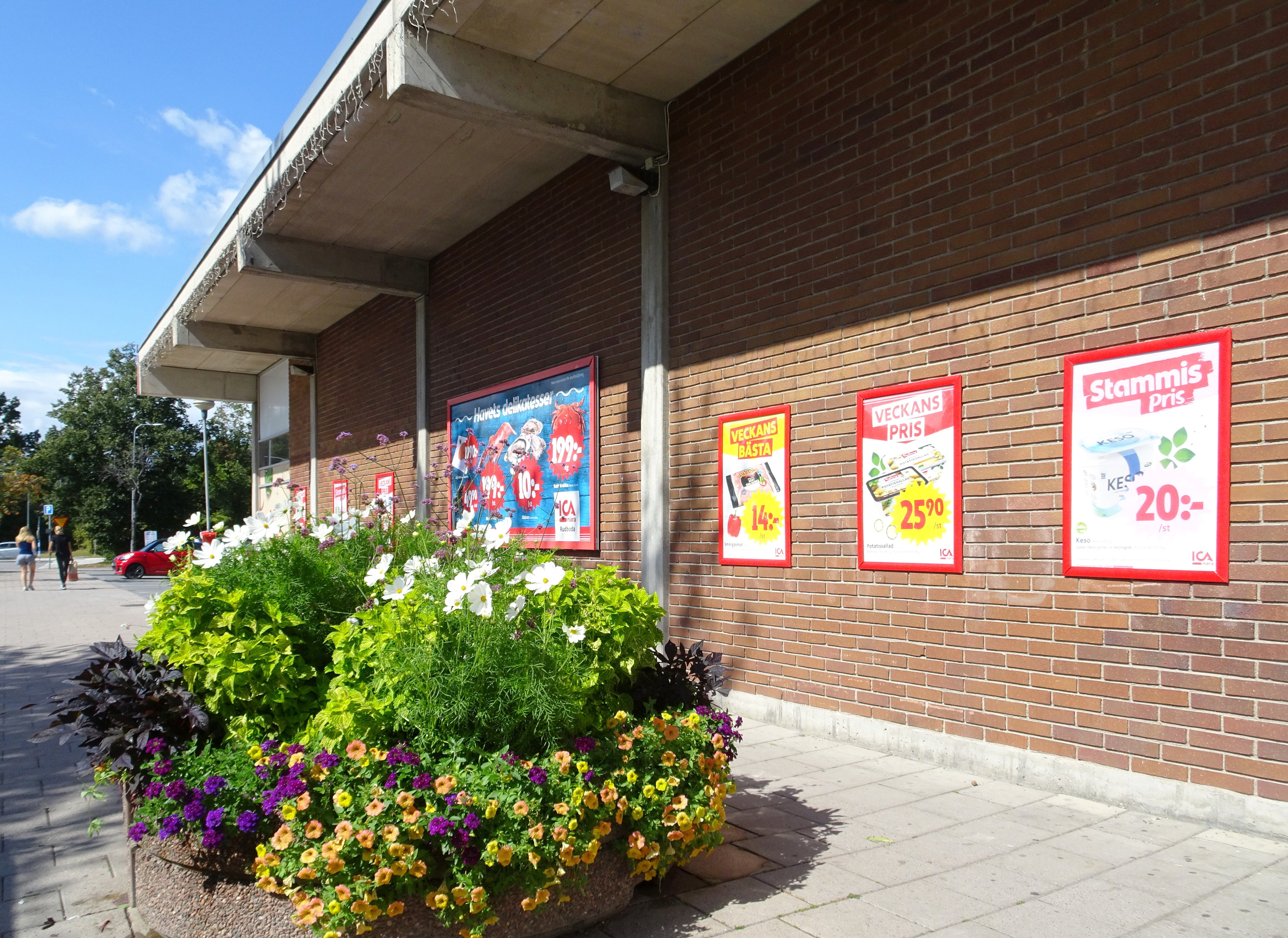
Rudboda torg.
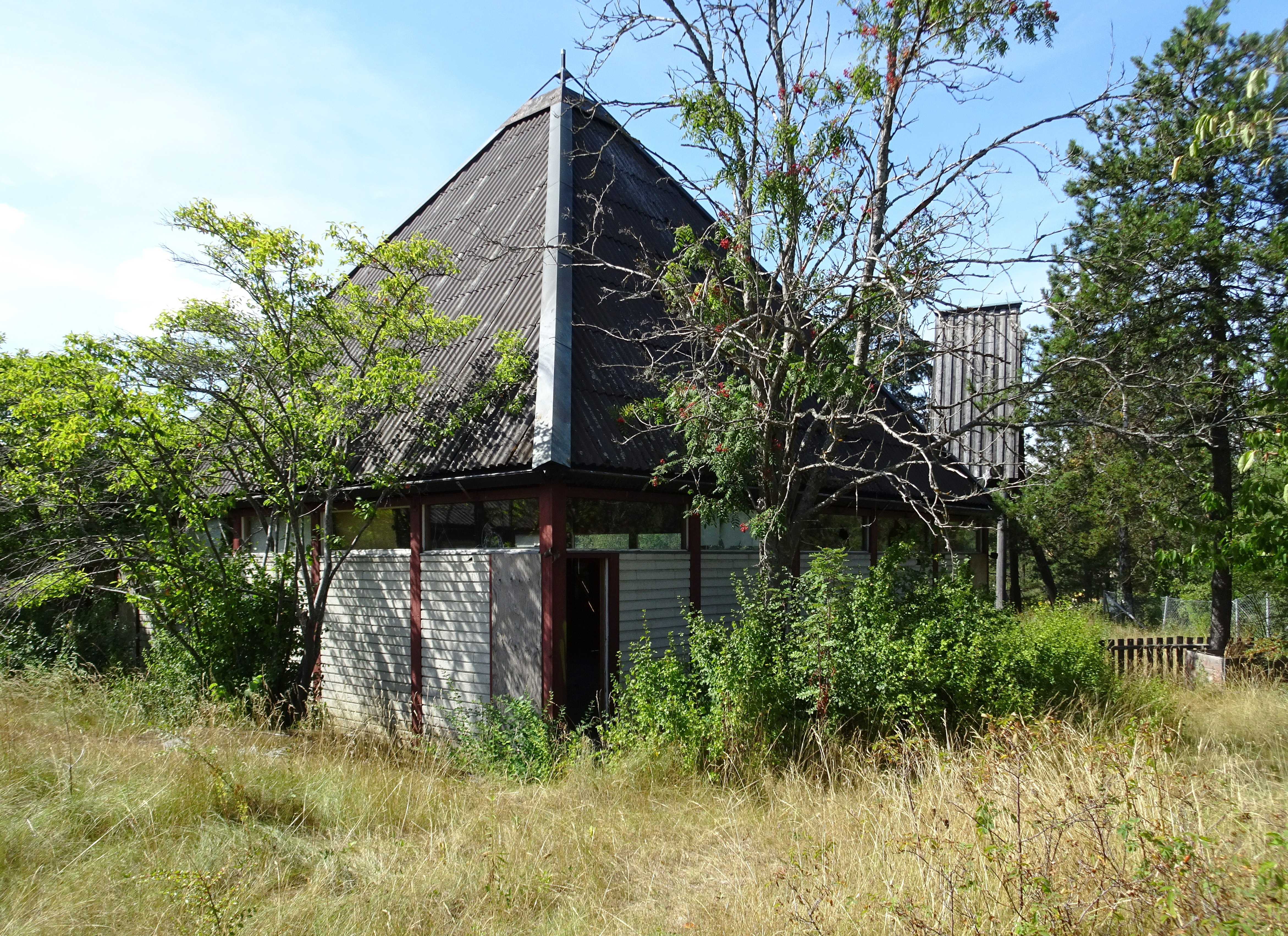
Rudboda kyrka (före detta).
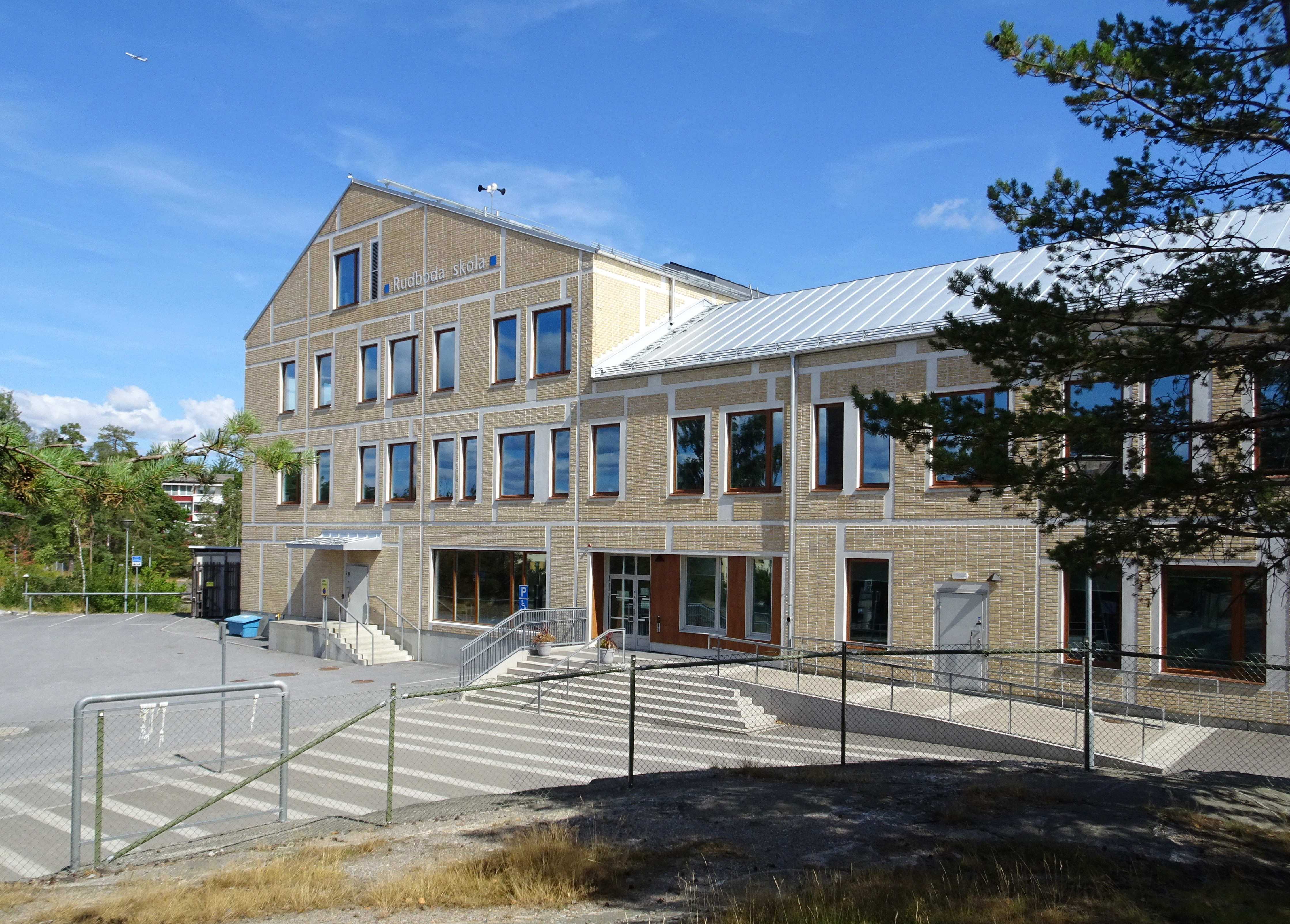
Rudboda skola.
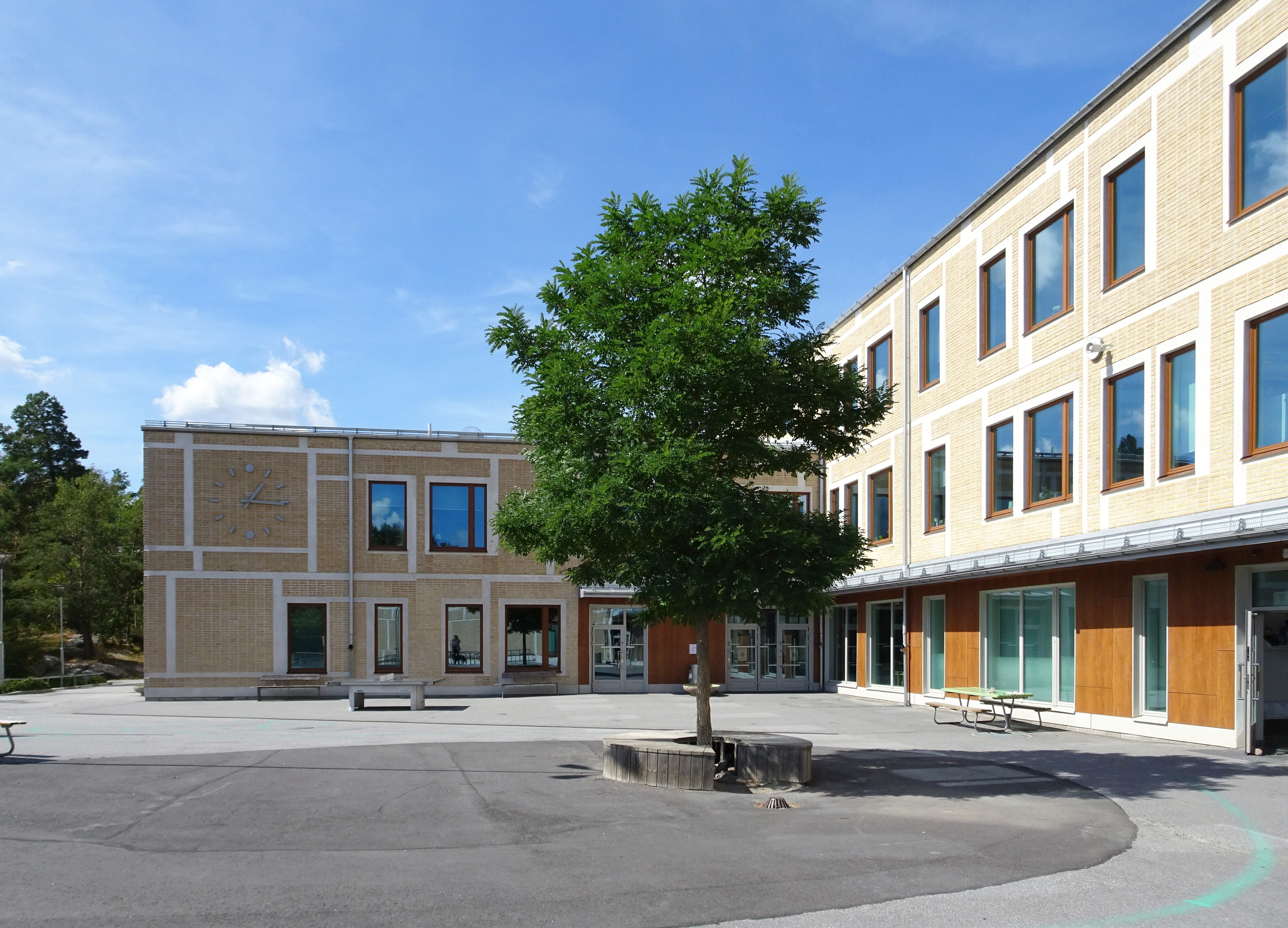
Rudboda skola.

### Landskapet
Landskapet är småkuperat med mjuka höjdsträckningar och typiskt för inre skärgården. Vegetationen består främst av barrskog och bärris. I skogsbrynen, på nedlagd jordbruksmark och i det öppna landskapet finns ädellövträd. Söder om Elfviksvägen, i Hustegaholm mellan Kyrkviken och Gråviken, präglas landskapet av äldre åkerbruk. Här finns gamla slåtterängar och ängsmark med betande får.

Omgivningen
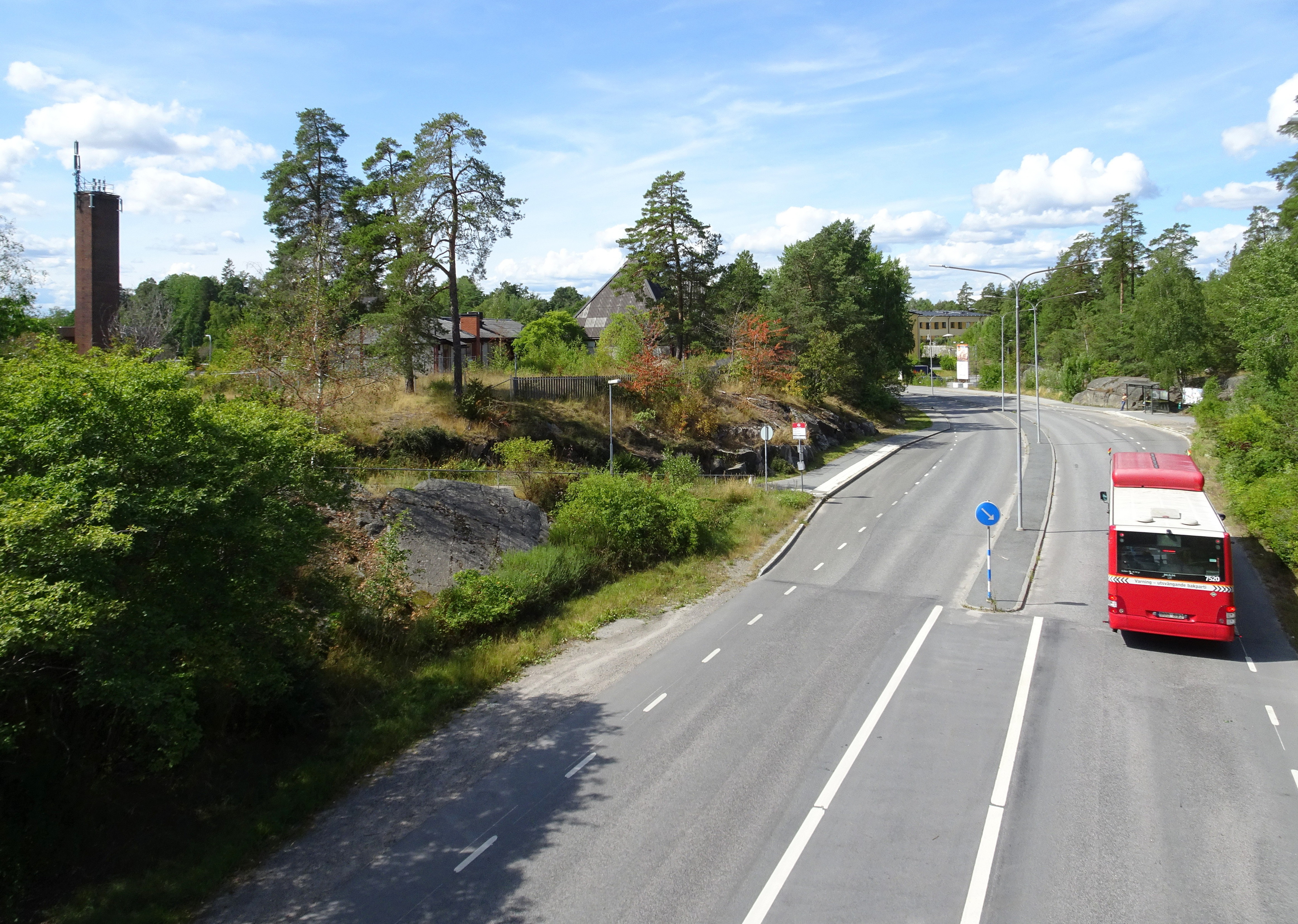
Norra Kungsvägen västerut i höjd med Rudboda kyrka.
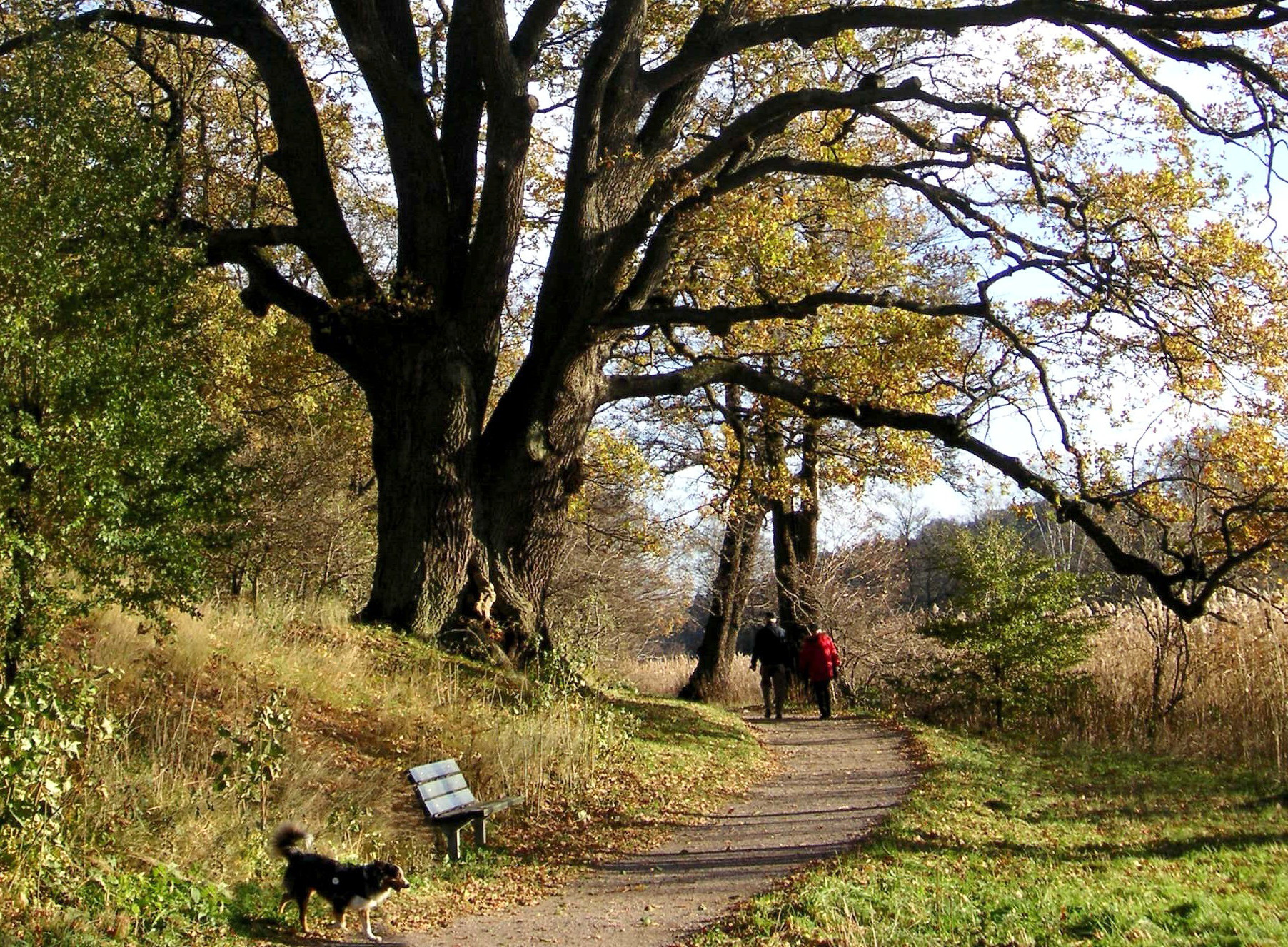
Strandpromenaden vid Kyrkviken med den naturminnesmärkta eken.
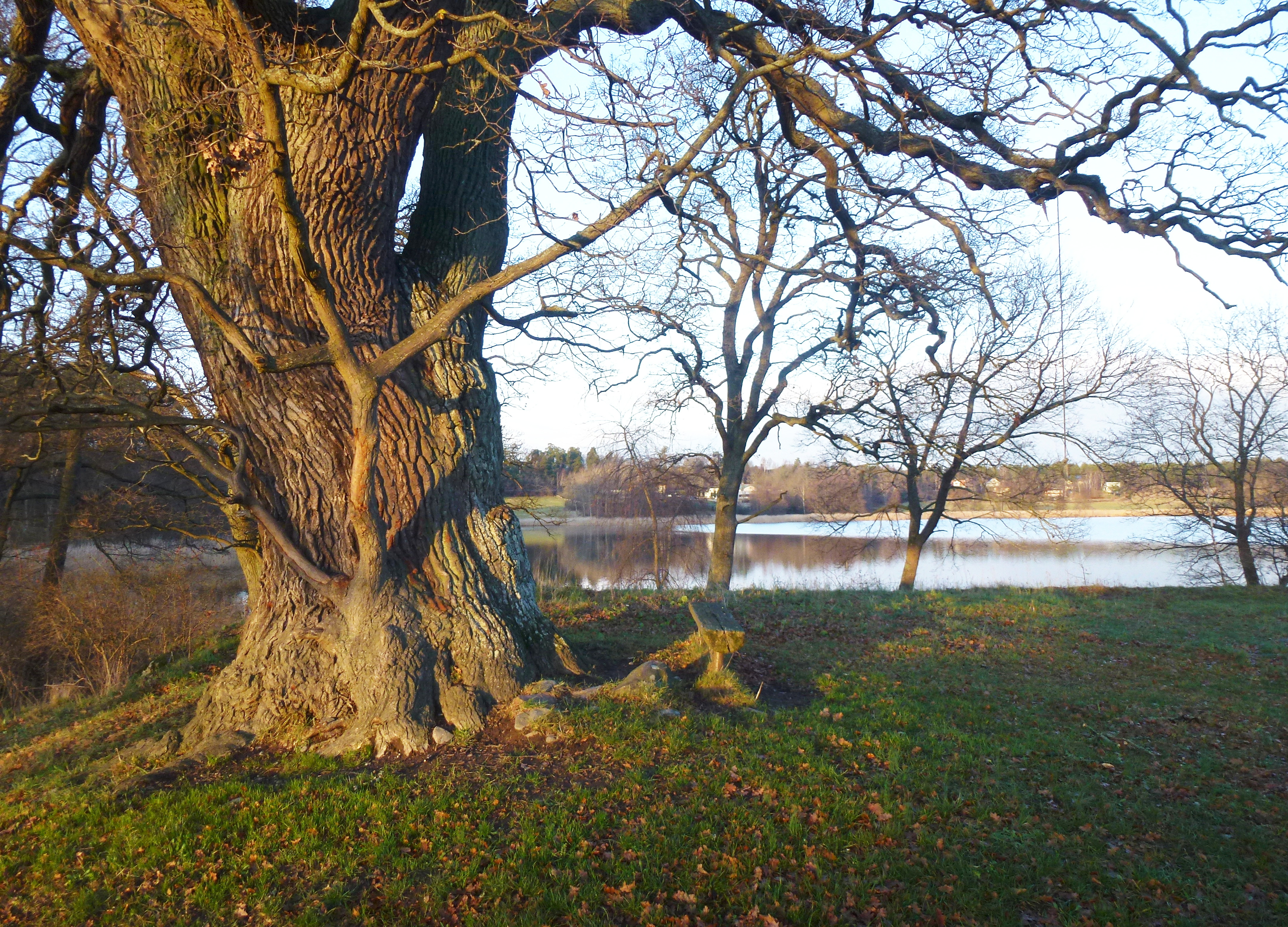
Gråviken vid Hustegaholm.
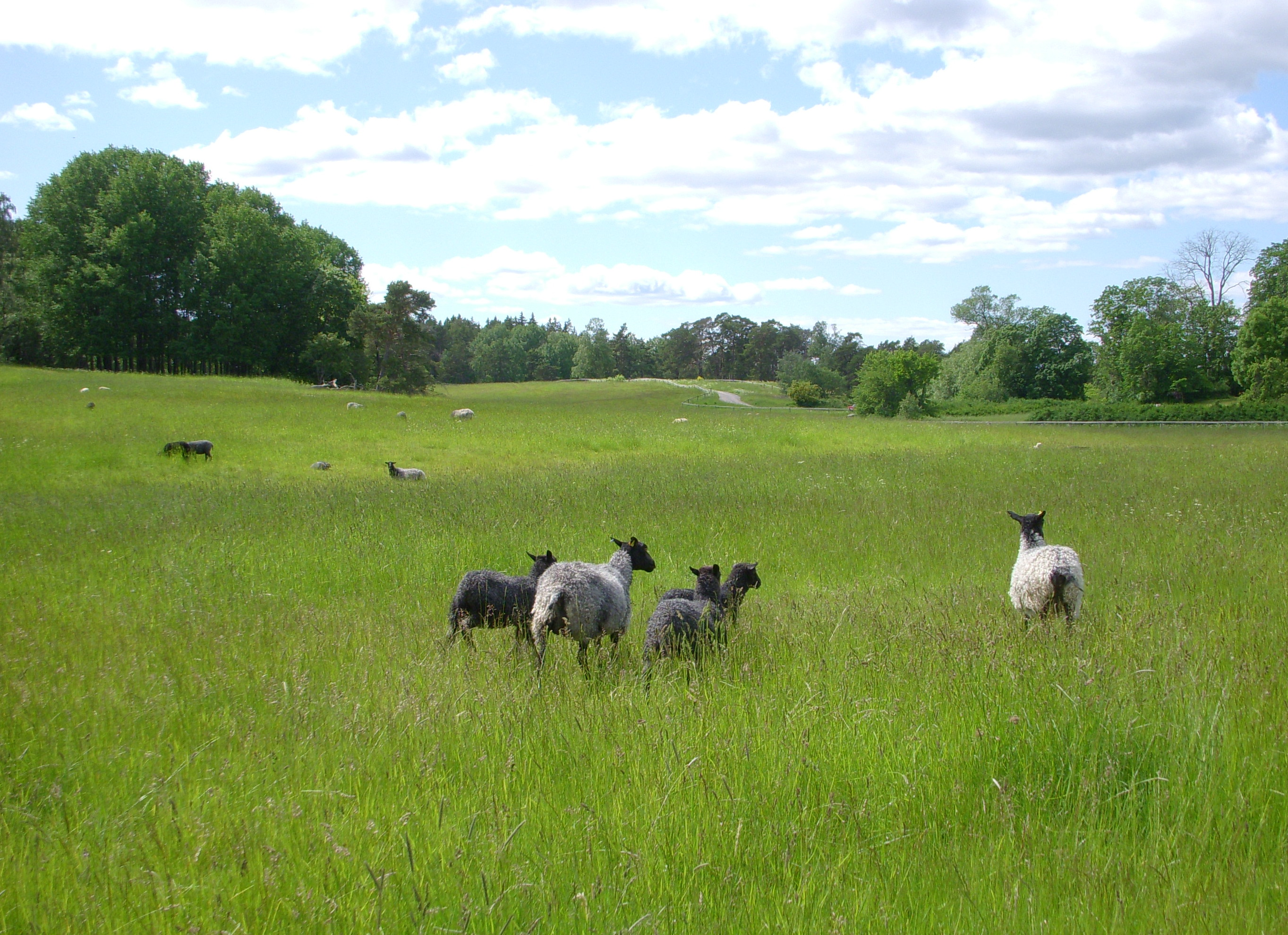
Betande får vid Yttringe.
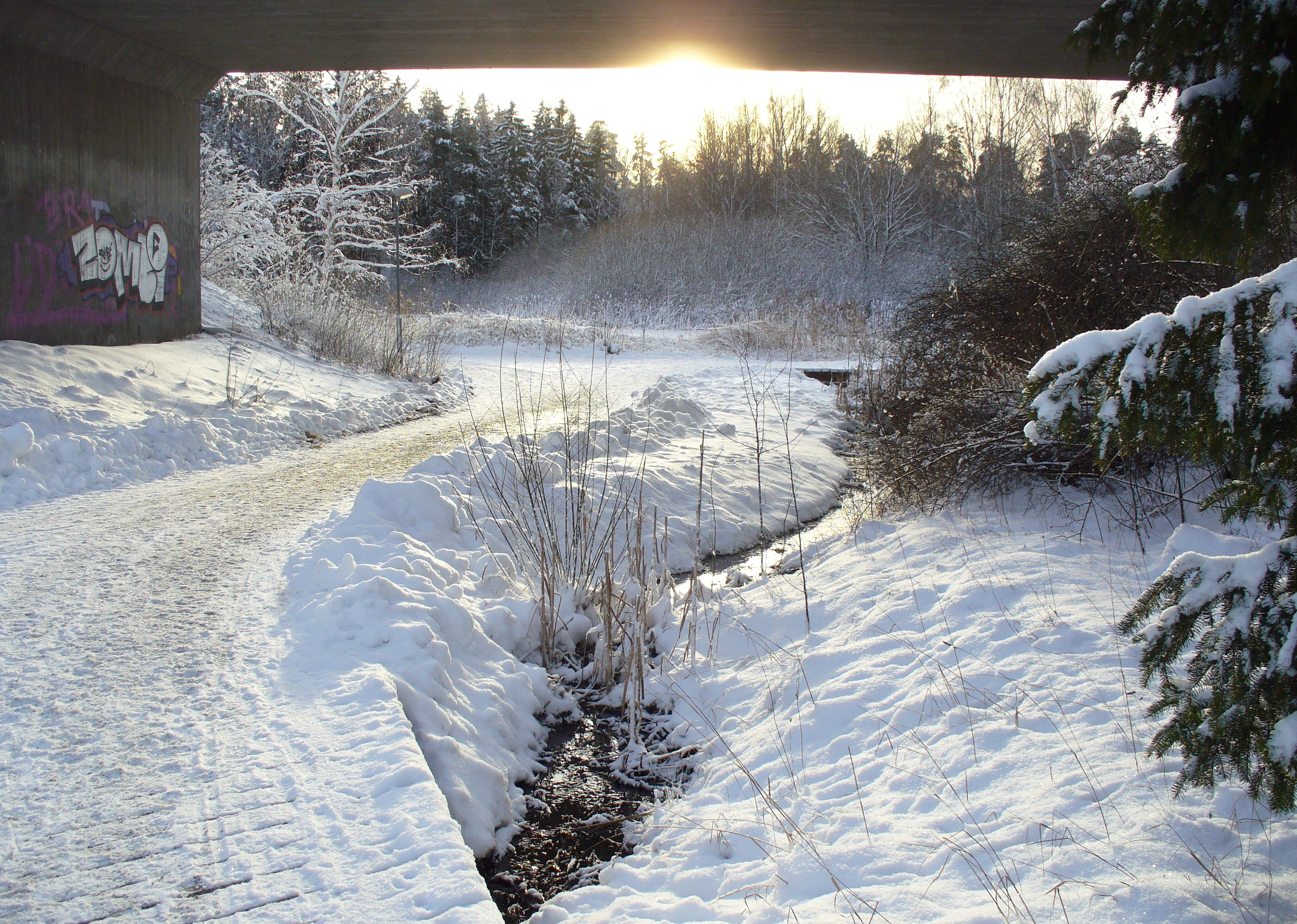
Rudboda i vinterskrud.